# Hiroto Uemura
Hiroto Uemura (japanisch 植村 洋斗 Uemura Hiroto; * 26. August 2001 in der Präfektur Kanagawa) ist ein japanischer Fußballspieler.

## Karriere

### Verein
Hiroto Uemura erlernte das Fußballspielen in der Jugendmannschaft der Yokohama F. Marinos, in der Schulmannschaft der Nihon University Fujisawa High School sowie in der Universitätsmannschaft der Waseda-Universität. Von August 2022 bis Januar 2024 wurde er von der Universität an den Erstligisten Júbilo Iwata ausgeliehen. Während der Ausleihe kam er jedoch nicht zum Einsatz. Nach der Ausleihe wurde Uemura im Februar 2024 fest von Iwata unter Vertrag genommen. Sein Erstligadebüt für den Verein aus Iwata gab Hiroto Uemura am 24. Februar 2024 (1. Spieltag) im Heimspiel gegen Vissel Kōbe. Hier stand er in der Startelf und wurde in der 80. Minute gegen Shunsuke Nishikubo ausgewechselt. Sein erstes Tor schoss er am 1. Februar 2024 (2. Spieltag) im Auswärtsspiel gegen Kawasaki Frontale. Hier traf er in der sechsten Minute zur 1:0-Führung. Iwata gewann das Spiel mit 5:4. In seiner ersten Profisaison bestritt er 35 Erstligaspiele. Am Ende der Saison 2024 belegte er mit Júbilo den 18. Tabellenplatz und musste somit in die zweite Liga absteigen.

### Nationalmannschaft
Hiroto Uemura spielte 2022 einmal für die japanische U23-Nationalmannschaft. Hier kam er am 20. September 2022 in einem Freundschaftsspiel gegen Kambodscha zum Einsatz.